# うみぎり (護衛艦)
うみぎり（ローマ字：JS Umigiri, DD-158）は、海上自衛隊の護衛艦。あさぎり型護衛艦の8番艦。艦名は「海上に立つ霧」即ち「海霧」に由来する。なお、艦艇名としては旧海軍通して初の命名である。（ただし、建造はされなかったマル急計画における夕雲型駆逐艦の計画艦の予定艦名に海霧（うみぎり）がある。）
本記事は、本艦の艦暦について主に取り扱っているため、性能や装備等の概要についてはあさぎり型護衛艦を参照されたい。

## 艦歴
「うみぎり」は、中期防衛力整備計画に基づく昭和61年度計画3,500トン型護衛艦2229号艦として、石川島播磨重工業東京第1工場で1988年10月31日に起工され、1989年11月9日に進水、1991年3月12日に就役し、第1護衛隊群第48護衛隊に編入され横須賀に配備された。
就役後の11月28日、護衛艦「せとぎり」とともに初めてSH-60Jヘリコプターを搭載し、あさぎり型護衛艦対潜システム運用実験を開始する。
1993年6月14日から9月1日の間、護衛艦「しらね」、「しまかぜ」及びP-3C 5機とともに米国派遣訓練に参加。
1996年 環太平洋合同演習 (RIMPAC) に参加。
1997年2月4日、犬吠埼東南東約60㎞の洋上で遭難した船舶の横浜海上保安部からの情報を受信し、護衛艦「あまぎり」､「むらさめ」､「ちとせ」､第21航空群（HSS-2Bヘリコプター7機､SH-60Jヘリコプター1機）、第4航空群P-3C対潜哨戒機2機､UH-60Jヘリコプター1機）､下総教育航空群（UH-60Jヘリコプター1機）とともに救助活動を実施し中国人と思われる乗員34名をヘリコプターが救助(海上保安庁ヘリコプターが救助した9名と合わせ全員救助）する。
同年3月24日、第1護衛隊群第46護衛隊に編入される。同日付、隊番号の改正により第46護衛隊が第5護衛隊に改称。
2002年1月26日、士官寝室で放火事件によるガス中毒で2名が軽症。3月13日、士官寝室で放火。5月17日、士官便所で放火。一連の放火により10月6日、容疑が固まった元水雷長が現住建造物等放火の容疑で逮捕された。
2003年3月13日、第4護衛隊群第8護衛隊に編入され、定係港が呉となり、同地に転籍。
2004年、遠洋練習航海に参加。
2008年1月23日、練習艦「かしま」、「しまゆき」、「あさぎり」とともに近海練習航海部隊を編制して呉基地を出港する。2月23日に呉基地に帰投する。
同年3月26日、護衛隊改編により第4護衛隊群第4護衛隊に編入。
同年4月10日、練習艦「かしま」、「しまゆき」とともに実習幹部175名を分乗させて東京晴海ふ頭を出港後、東周りの世界一周練習航海に従事し、9月18日に帰投する。この際、7月5日から14日まで行われたフランス、ルーアンで行われたフランス革命記念ラルメダ2008国際艦船パレードに参加する。
2011年6月20日、第9次派遣海賊対処行動水上部隊として護衛艦「さみだれ」とともにソマリア沖・アデン湾へ向けて呉基地から出航、34回の護衛を実施し同年12月3日、帰国した。
2014年3月12日、護衛艦隊直轄第12護衛隊に編入。
同年3月17日、第18次派遣海賊対処行動水上部隊として護衛艦「いなづま」と共にソマリア沖・アデン湾へ向けて呉基地から出航、8月まで任務に従事し、同年9月20日、帰国した。
2016年3月15日から5月28日にかけて護衛艦「あさゆき」、潜水艦「はくりゅう」とともにシドニー周辺海域で実施される日豪共同訓練に参加する。
2018年5月24日昼、東シナ海の公海上（上海の東約250kmの沖合）で北朝鮮船籍のタンカー「SAM JONG 2（サム ジョン 2）号」（IMO番号：7408873）が「MYONG RYU 1（ミョン リュ 1）」との表示がある船籍不明のタンカーと接舷し、国連安保理決議で禁止されている「瀬取り」とみられる作業を行っていたことを確認した。なお「SAM JONG 2号」は、2018年3月に国連安保理北朝鮮制裁委員会から資産凍結・入港禁止の対象に指定された船舶である。
2023年4月3日及び4日にかけて、東シナ海の訓練海空域において日米韓共同訓練を実施した。米海軍から空母「ニミッツ」、駆逐艦「ディケイター」・「ウェイン・Ｅ・メイヤー」、韓国海軍から駆逐艦「チェ・ヨン」・「テー・ジョヨン」・「ユルゴク・イ・イ」、補給艦「ソヤン」が参加し、対潜戦、捜索救難訓練、PHOTOEXを実施した。引き続き4日から6日にかけて、東シナ海から太平洋訓練海空域おいて米海軍空母「ニミッツ」、巡洋艦「バンカー・ヒル」、駆逐艦「ディケイター」・「ウェイン・Ｅ・メイヤー」と各種戦術訓練（LINKEX、クロスデッキ）を実施した。
2023年12月6日から10時45分から12月7日にかけて屋久島沖米軍オスプレイ墜落事故に伴い自主派遣。同じく自主派遣された艦艇や自衛隊部隊、海上保安庁などと共に捜索救難活動に従事。機体の一部などを発見揚収するなどした。
現在は、護衛艦隊第12護衛隊に所属し、定係港は呉である。

### 歴代艦長
| 代 | 氏名       | 在任期間               | 出身校・期            | 前職                                  | 後職                                  | 備考                 |
| -- | ---------- | ---------------------- | --------------------- | ------------------------------------- | ------------------------------------- | -------------------- |
| 01 | 林 勝彦    | 1991.3.12 - 1991.10.14 | 21期幹候              | うみぎり艤装員長                      | 海上幕僚監部人事教育部 教育課教材班長 |                      |
| 02 | 宮岡邦弘   | 1991.10.15 - 1993.3.23 | 防大11期              | 海上自衛隊第1術科学校研究部員         | 第2海上訓練指導隊                     |                      |
| 03 | 長谷川洋   | 1993.3.24 - 1994.8.29  | 防大18期              | 統合幕僚会議事務局                    | 海上自衛隊東京業務隊付                | 1993.7.1 1等海佐昇任 |
| 04 | 鈴木英隆   | 1994.8.30 - 1995.8.16  | 防大18期              | 海上幕僚監部防衛部装備体系課          | 海上自衛隊東京業務隊付                |                      |
| 05 | 戸野口勝   | 1995.8.17 - 1997.8.10  | 防大18期              | 第1海上訓練指導隊付                   | 海上幕僚監部防衛部装備体系課          |                      |
| 06 | 田中常夫   | 1997.8.11 - 1998.6.30  | 防大19期              | やまゆき艦長                          | 護衛艦隊司令部幕僚                    |                      |
| 07 | 山崎正雄   | 1998.7.1 - 1999.4.10   | 神戸商船大・ 28期幹候 | 海上自衛隊東京業務隊付                | しまかぜ艦長                          | 1等海佐              |
| 08 | 舩渡 健    | 1999.4.11 - 2000.3.23  | 岐阜大・ 29期幹候     | 第3海上訓練指導隊船務科長             | さわぎり艦長                          |                      |
| 09 | 山口彰二   | 2000.3.24 - 2001.5.20  | 防大22期              | じんつう艦長                          | 情報業務群司令部幕僚                  |                      |
| 10 | 阿部朝雄   | 2001.5.21 - 2002.4.25  | 防大25期              | よしの艦長                            | 護衛艦隊司令部                        |                      |
| 11 | 内山哲也   | 2002.4.26 - 2003.3.26  | 防大25期              | 海上自衛隊幹部学校付                  | 第4護衛隊群司令部幕僚                 | 2003.1.1 1等海佐昇任 |
| 12 | 三浦昌伸   | 2003.3.27 - 2004.9.30  | 防大26期              | せとゆき艦長                          |                                       |                      |
| 13 | 松井陽一   | 2004.10.1 - 2006.4.30  | 防大29期              | 海上自衛隊第1術科学校教官             | 海上幕僚監部監理部総務課              |                      |
| 14 | 菅原浩二   | 2006.5.1 - 2007.3.27   | 防大27期              | 海上幕僚監部監理部総務課              | 海上幕僚監部防衛部 装備体系課研究班長 |                      |
| 15 | 秋元辰夫   | 2007.3.28 - 2009.3.24  | 防大31期              | 海上幕僚監部防衛部運用支援課          | まきなみ艦長                          |                      |
| 16 | 石巻義康   | 2009.3.25 - 2010.4.4   | 防大36期              | 海上幕僚監部指揮通信情報部 指揮通信課 | 統合幕僚監部運用部運用第1課           |                      |
| 17 | 堀川雄司   | 2010.4.5 - 2011.3.10   | 防大35期              | 海上幕僚監部総務部総務課              | 舞鶴地方総監部管理部                  |                      |
| 18 | 佐藤正博   | 2011.3.11 - 2012.3.15  | 防大37期              | 第1護衛隊群司令部幕僚                 | 海上自衛隊幹部学校付                  | 2012.1.1 1等海佐昇任 |
| 19 | 平田利幸   | 2012.3.16 - 2013.3.21  | 防大39期              | 統合幕僚監部運用部運用第1課           | 護衛艦隊司令部幕僚                    |                      |
| 20 | 松田光央   | 2013.3.22 - 2014.9.23  | 防大38期              | 海上幕僚監部防衛部運用支援課          | 海上自衛隊幹部候補生学校 第1学生隊長  |                      |
| 21 | 衣山丈夫   | 2014.9.24 - 2015.12.21 | 防大35期              | とわだ副長                            | 佐世保海上訓練指導隊船務航海科長      |                      |
| 22 | 城 武昌    | 2015.12.22 - 2017.4.4  | 防大37期              | 統合幕僚監部運用部運用第3課           | 呉海上訓練指導隊砲雷科長              |                      |
| 23 | 尾﨑元気   | 2017.4.5 - 2018.7.31   | 防大44期              | はまな副長                            | 海上幕僚監部防衛部防衛課              |                      |
| 24 | 太田 亮    | 2018.8.1 - 2019.7.31   | 防大44期              | 呉基地業務隊補充部付                  | 艦艇開発隊艦艇第2科長                 |                      |
| 25 | 中村雄貴   | 2019.8.1 - 2020.6.21   | 防大46期              | 護衛艦隊司令部                        | 海上幕僚監部副官                      |                      |
| 26 | 岩出洋平   | 2020.6.22 - 2021.8.11  | 防大47期              | はまな副長                            | 海上幕僚監部防衛部装備体系課          |                      |
| 27 | 佐藤 匠    | 2021.8.12 - 2022.7.3   |                       | 護衛艦隊司令部                        |                                       |                      |
| 28 | 磯部洋平   | 2022.7.4 - 2023.7.30   |                       | いせ船務長 兼 副長                    |                                       |                      |
| 29 | 渡邉大志郎 | 2023.7.31 -            |                       |                                       |                                       |                      |

## ギャラリー

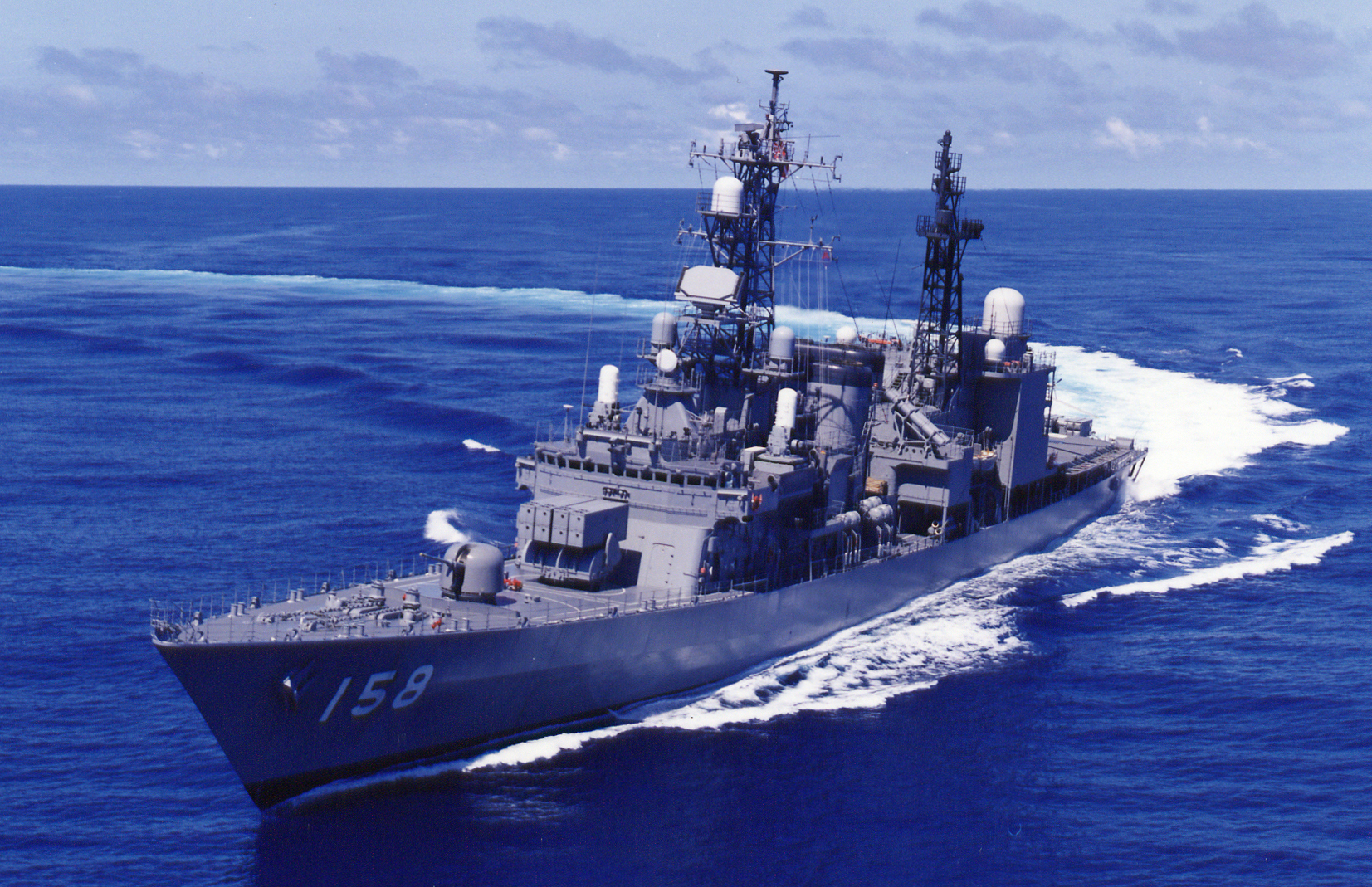
就役当時の「うみぎり」
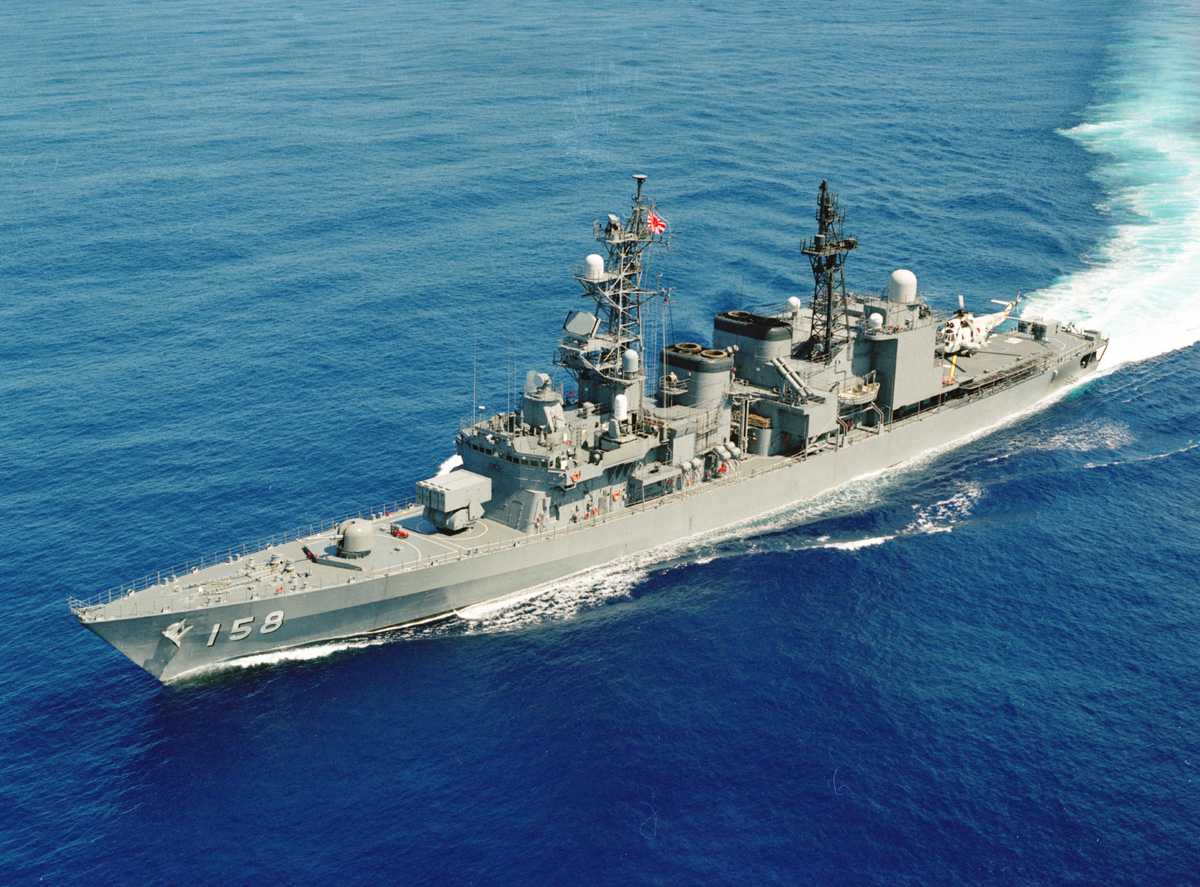
上方から見た「うみぎり」
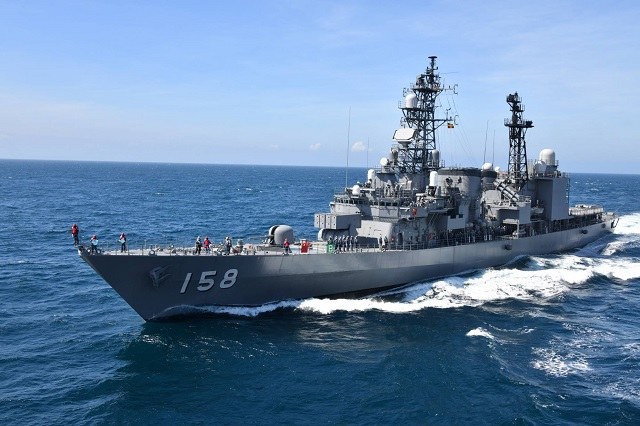
洋上を往く「うみぎり」
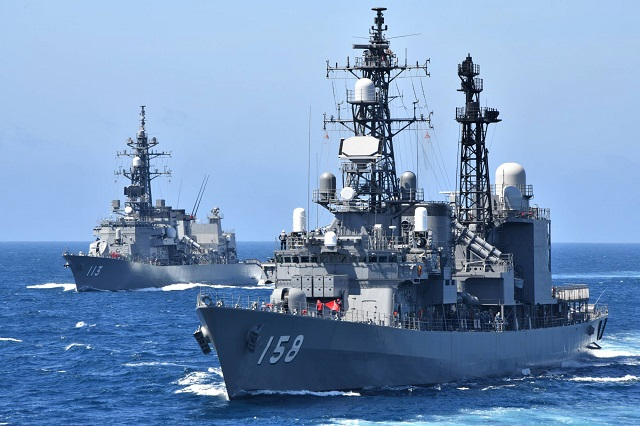
「うみぎり」と「さざなみ」（後方）
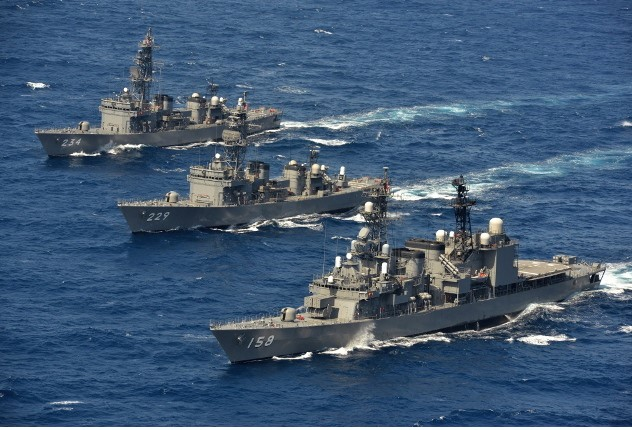
第12護衛隊の3艦。手前から「うみぎり」、「あぶくま」、「とね」